# 亨氏白鮭
亨氏白鮭，為輻鰭魚綱鮭形目鮭科的一種，為溫帶魚類，被IUCN列為易危保育類動物，分布於北美洲加拿大新斯科細亞省南部淡水、半鹹水流域，體長可達40公分，棲息在近岸沿海、溪流開放水域，以浮游動物及昆蟲為食，生活習性不明。